# Eulithis dolomitica
Eulithis dolomitica är en fjärilsart som beskrevs av Embrik Strand 1927. Eulithis dolomitica ingår i släktet Eulithis och familjen mätare. Inga underarter finns listade i Catalogue of Life.